# Oreogeton capnopterus
Oreogeton capnopterus är en tvåvingeart som beskrevs av Axel Leonard Melander 1927. Oreogeton capnopterus ingår i släktet Oreogeton och familjen Oreogetonidae.
Artens utbredningsområde är Alberta. Inga underarter finns listade i Catalogue of Life.